# Dom Prasy Śląskiej
Dom Prasy Śląskiej – późnomodernistyczny budynek w Katowicach, wzniesiony w latach 1961–1963 na terenie dzielnicy Śródmieście, przy Rynku 1, w jego zachodniej pierzei.

## Lokalizacja
Pierwszym zabudowaniem, jakie powstało w miejscu dzisiejszego Domu Prasy Śląskiej, był parterowy budynek mieszczący kuźnię i mieszkanie kowala Sommera, wzniesiony około 1851 roku. Z powodu rozbudowy rynku oraz ówczesnej Grundmannstraße (dziś ul. 3 Maja) w 1875 roku obiekt rozebrano. Na jego miejscu stanęła duża, trzypiętrowa kamienica, wypełniająca wychodzący w stronę Rynku narożnik między ulicami Grundmannstraße i Poststraße (dziś ul. Pocztowa). Nosiła ona adres Grundmannstraße 2. W 1899 roku uruchomiono w niej pierwszą w Katowicach kawiarnię, a Paweł Scholz otworzył w niej wkrótce atelier fotograficzne. W połowie lat 30. XX w. miała w niej swą siedzibę hurtownia towarów tekstylnych Izaka Rakowera. Obok niej powstały kolejne budynki przy Poststraße (sięgającej wtedy dalej ku północy) oraz ówczesnej Mühlstraße (dziś ul. Młyńska, dochodząca wówczas do ul. Pocztowej). Wiadomo, że kamienica przy ul. Pocztowej 1 u schyłku lat 30. XX wieku była własnością miasta Katowice. Wcześniej należała do rodziny Glodny i do Banku Kwilecki z Poznania.
Teren, na którym stanął Dom Prasy Śląskiej, objął działki przynależne do czterech przedwojennych kamienic, które nosiły adresy: Młyńska 1, Pocztowa 1, Pocztowa 3 oraz 3 Maja 2. Wspomniane kamienice zostały zniszczone pod koniec II wojny światowej. Prawdopodobnie, tak jak sąsiedni ratusz, zostały podpalone przez czerwonoarmistów, poszukujących w nich łupów i alkoholu. Po wojnie teren uporządkowano, a sąsiednie kamienice przy ul. Młyńskiej i 3 Maja podparto przyporami. Na placu stanęły budki, w których do 1948 roku sprzedawano pieczywo, nabiał, owoce itp.

## Historia

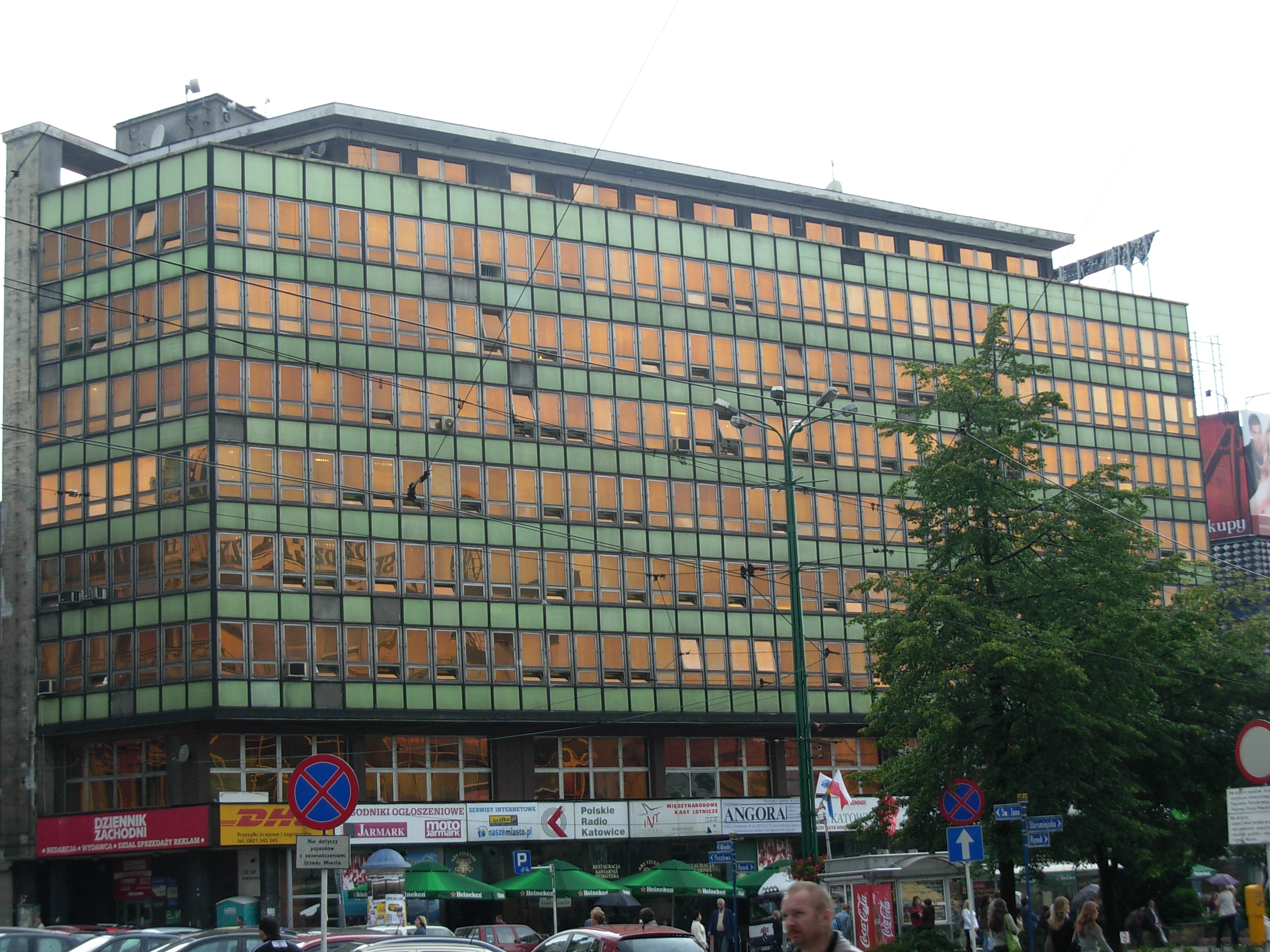
Dom Prasy przed modernizacją (2007)

Według informacji zachowanych w archiwum Urzędu Miejskiego w Katowicach, w 1959 roku na pustym placu przy Rynku planowano wznieść wielofunkcyjny Dom Sportowca. Budynek został zaprojektowany przez inż. arch. Mariana Śramkiewicza, a projekt konstrukcji wykonał Franciszek Klimek – obaj z katowickiego „Miastoprojektu”.
Dokumentacja obiektu była gotowa w październiku 1959 roku. Jako inwestor występował Wojewódzki Komitet Kultury Fizycznej w Katowicach, którego przewodniczącym był wówczas Roman Stachoń. Powołany w maju 1960 roku Komitet Budowy Domu Sportowca wystąpił w styczniu 1961 roku do prezydium Rady Narodowej o wydanie pozwolenia na budowę. 1 lutego 1961 roku wykonawca przejął plan inwestycji. Budowę zakończono w 1963 roku (bądź rok później), a jej koszt wyniósł 8,7 mln ówczesnych złotych. Budowę finansowały m.in. Wojewódzka Rada Narodowa, Prezydium Miejskiej Rady Narodowej, Totalizator Sportowy i organizacje sportowe. 
Nie wiadomo, kiedy i z jakiej przyczyny w trakcie budowy zmieniono przeznaczenie budynku, jednak już od momentu jego powstania na 2. piętrze mieściła się w nim siedziba Śląskiego Wydawnictwa Prasowego RSW „Prasa-Książka-Ruch” oraz redakcje wydawanych przez nie czasopism: na 3. i 4. piętrze dziennikarze Trybuny Robotniczej, na 5. dziennikarze Dziennika Zachodniego, na 6.  redakcje Sportu oraz Wieczoru, a siódmym piętrze, początkowo traktowanym jako „zapasowe”, mieściły się Poglądy Wilhelma Szewczyka. Tam też ulokowała się wkrótce redakcja Panoramy. Na ósmym piętrze była stołówka.
Na parterze powstała czytelnia Klubu Międzynarodowej Prasy i Książki, biura „Orbisu”, kasy biletowe, kasy wymiany walut i punkt Informacji Turystycznej. Na pierwszym piętrze mieściła się „Café Sport” – kawiarnia ciesząca się popularnością w mieście, z urządzoną salą gier i zabaw.
Po 1989 roku część z wymienionych czasopism już nie istniała, część zmieniła siedziby. Jako ostatnia wyprowadziła się w marcu 2009 roku redakcja „Dziennika Zachodniego”. W październiku 2010 roku katowicki magistrat, będący właścicielem budynku, ogłosił przetarg na jego przebudowę. W latach 2010–2014 gmach został przebudowany z przeznaczeniem na siedzibę części wydziałów katowickiego magistratu. Gmach został oddany do użytku w okresie od końca czerwca 2014 roku (Biuro Obsługi Mieszkańców) do lipca tego roku (pozostałe wydziały).

## Architektura

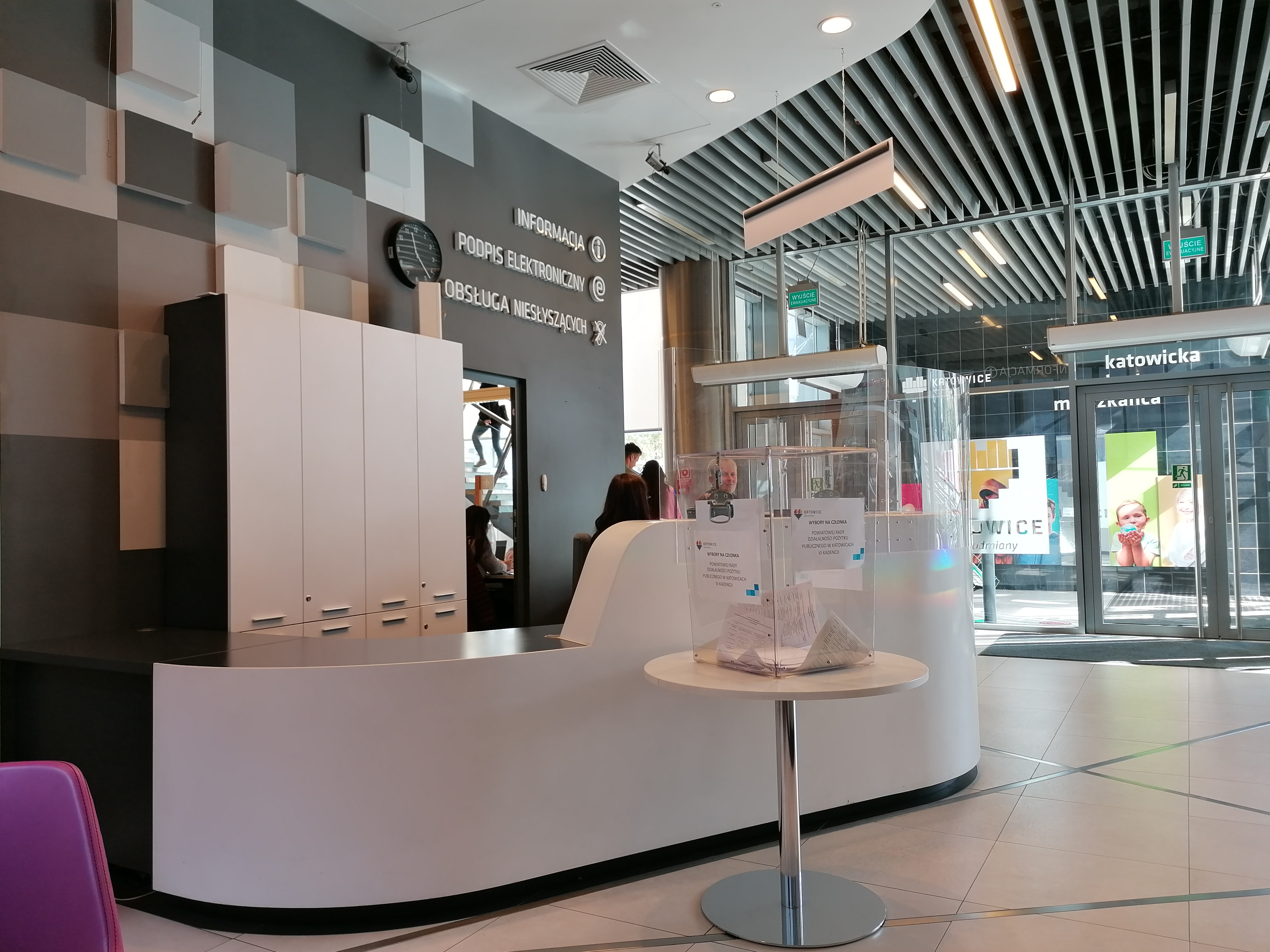
Punkt informacyjny UM Katowice (2024)

Obiekt powstał jako monolityczny szkielet żelbetowy o dziesięciometrowym trakcie na rzucie wydłużonego prostokąta z krótkim, bocznym skrzydłem wychodzącym wzdłuż ul. 3 Maja. Posiada dziewięć kondygnacji i kubaturę ok. 20 tys. m³. Charakterystyczną lekkość sylwetki uzyskał dzięki całkowicie szklanej ścianie kurtynowej (nie pełniła ona żadnych funkcji konstrukcyjnych). Ściany osłonowe wykonane były z drewna pokrytego aluminiową blachą – miało to na celu przypominać konstrukcję aluminiową. Pierwotnie określany jako „seledynowy dom” od pierwotnego koloru elewacji, na której zastosowano seledynowy marblit. Po pewnym czasie wymieniono okna na aluminiowe z szybami „Antisol” o pomarańczowej barwie. Parter był całkowicie przeszklony taflami szkła lustrzanego o wymiarach 2×4 m i grubości 16 mm, a same szyby stykały się pod kątem. Wystrój parteru został zaprojektowany w 1962 roku przez Mariana Śramkiewicza, Wiktora Lipowczana oraz artystów Pracowni Sztuk Plastycznych w Katowicach – Amelii Pomorskiej i Bogusława Góreckiego. Wnętrze zostały wyłożone czarnym sjenitem oraz cepeliowskimi płytami, słupy – czarną ceramiką inkrustowaną białymi płytkami, posadzkę – łamanym marmurem. Na jednej ze ścian wykonano kompozycję pokazującą kule ziemskie oraz pojazdy.
W czasie remontu w latach 2010–2014 w budynku została wzmocniona konstrukcja, został on ocieplony, wymieniono w nim okna i okładziny zewnętrzne. Remont objął także modernizację dachu i wszystkich instalacji w budynku. Obiekt zyskał m.in. nową elewację. Wykonawcą prac był Mostostal Warszawa, a ich koszt wyniósł dwadzieścia milionów złotych.